# Lukovszky László
Lukovszky László (Rákospalota, 1922. április 27. – Miskolc, 1981. május 28.)  Munkácsy Mihály-díjas magyar grafikus- és festőművész. Miskolcon alkotott.

## Élete, munkássága
Munkáscsaládban született, iskoláit Budapesten végezte. A háborús években, 1943-ban besorozták katonai szolgálatra. Egy év múlva szovjet hadifogságba került, Krasznogorszkba vitték, ahonnan 1946-ban szabadult. A Hadifogoly Szövetség kulturális ügyeit intézte, majd 1948-ban felvételizett a Képzőművészeti Főiskolára. Mesterei Varga Nándor Lajos, Pór Bertalan és Bencze László voltak. A Főiskolát egy-másfél év után elhagyta. 1949-ben megnősült, Feledy Gyula húgát vette el, és kapott egy lakást a Bem rakparton, amelyben kialakította műtermét. Festett, rajzolt, ismertségre tett szert, tanulmányutat tett Erdélyben és Kárpátalján.
1950-ben Sajószentpéterre, majd 1952-ben Feledy Gyula hívására Miskolcra költözött, a régi művésztelepen kapott lakást. Bekapcsolódott a helyi képzőművészeti és közéletbe, részévé vált a miskolci képzőművészet megújulásának, a grafika felemelkedésének. Egyik szorgalmazója volt a Szinyei Merse utcai Művésztelep létrehozásának. Két lánya született, Judit és Ilona, utóbbi szintén művész, bőrműves lett.
A borsodi, Miskolc környéki táj volt ihletője, nem ritkán az ipari környezet. Képeinek gyakori szereplői voltak a sajószentpéteri bányászok és a diósgyőri vasmunkások. Munkás képzőművészeti kört vezetett Diósgyőrben. Mindeközben persze állandó résztvevője volt a helyi, országos és külföldi kiállításoknak, utolsó kiállítására 1979-ben került sor a miskolci Vasas Galériában. 1952-ben és 1962-ben Munkácsy-díjat kapott, 1955-ben a Munka Érdemrend ezüst fokozatával tüntették ki. Díjazottja volt az 1963-as Országos grafikai biennálénak.
Lukovszky elkötelezett szocialista művész volt, de a szovjet típusú sematizmust határozottan és indulatosan elutasította. Egy alkalommal a műtermébe ellátogató hivatalos szovjet művészdelegációval kétnapos, véget nem érő vitába keveredett a témában. Festményeinek tagadhatatlan jellemzője volt a posztimpresszionista stílushoz kötődés, műveiben sajátos, csak rá jellemző ikonográfiát alakított ki. Grafikáin allegorikus elemeket alkalmazott. Feszültségekkel teli, gyötrődő, érzékeny művész volt, talán ez is volt az okozója a családjában kialakult konfliktusoknak. Előbb hipofízis problémákkal kezelték, majd 1981-ben a műtermében szenvedett tragikus balesetet: koponyasérülése miatt lebénult és pár hét múlva meghalt.

## Egyéni kiállításai
- 1951 – Sajószentpéter
- 1962 – Szőnyi István Terem, Miskolc
- 1963 – Művelődési Otthon, Tiszakeszi
- 1969 – Libresszó, Miskolc
- 1972 – Gyűjteményes kiállítás, Miskolci Galéria, Miskolc
- 1972 – Szerencs
- 1973 – Tokaj
- 1978 – Katowice, Lengyelország (Feledy Gyulával, Pető Jánossal)
- 1979 – Vasas Galéria, Miskolc
- 1982 – Emlékkiállítás, Miskolci Galéria, Miskolc

## Válogatott csoportos kiállításai
- 1951–1955 – Borsodi Képzőművészek Kiállítása, Miskolc
- 1951, 1954, 1960, 1962 – Magyar Képzőművészeti kiállítás, Műcsarnok, Budapest
- 1952 – Miskolci festőművészek kiállítása, Fényes Adolf Terem, Budapest
- 1955, 1966 – Miskolci Országos Képzőművészeti Kiállítás, Miskolc
- 1957–1977 – Országos grafikai biennále, Miskolc
- 1962 – Nemzetközi Grafikai Biennále, Lugano, Svájc
- 1965 – Intergrafik '65, Berlin, NDK
- 1968, 1971 – Mai Magyar Grafika, Magyar Nemzeti Galéria, Budapest
- 1969–1979 – Rajzok, Miskolc
- 1971, 1974, 1975 – Salgótarjáni Tavaszi Tárlat, Salgótarján
- 1973 – XIV. Szegedi Nyári Tárlat, Szeged
- 1974 – IV. Országos Akvarell Biennále, Eger
- 1975 – Magyar kisgrafika, Budapest
- 1976 – Miskolci Téli Tárlat, Miskolc
- 1979 – Magyar grafika, Berlin, Potsdam, NDK
- 1980 – Miskolci grafikusok kiállítása, Vologda, Szovjetunió
- 1983 – Miskolci Galéria, Miskolc

## Díjai, kitüntetései
- A Miskolci Országos Képzőművészeti Kiállítás négyszeres díjazottja
- 1952 – Munkácsy-díj
- 1955 – A Munka Érdemrend ezüst fokozata
- 1962 – Munkácsy-díj
- 1963 – A II. Országos grafikai biennále díja

## Művei közgyűjteményekben
- Herman Ottó Múzeum, Miskolc
- Magyar Nemzeti Galéria, Budapest
- Miskolci Galéria, Miskolc
- Művelődési Minisztérium